# Dieudonné (Oise)
Dieudonné is een gemeente in het Franse departement Oise (regio Hauts-de-France). De plaats maakt deel uit van het arrondissement Senlis. Dieudonné telde op 1 januari 2022 973 inwoners. De spelling zonder accent, Dieudonne, met een andere klemtoon, wordt ook vaak gezien, maar is officieel niet correct.

## Geografie
De oppervlakte van Dieudonné bedroeg op 1 januari 2022 10,38 vierkante kilometer; de bevolkingsdichtheid was toen 93,7 inwoners per km².

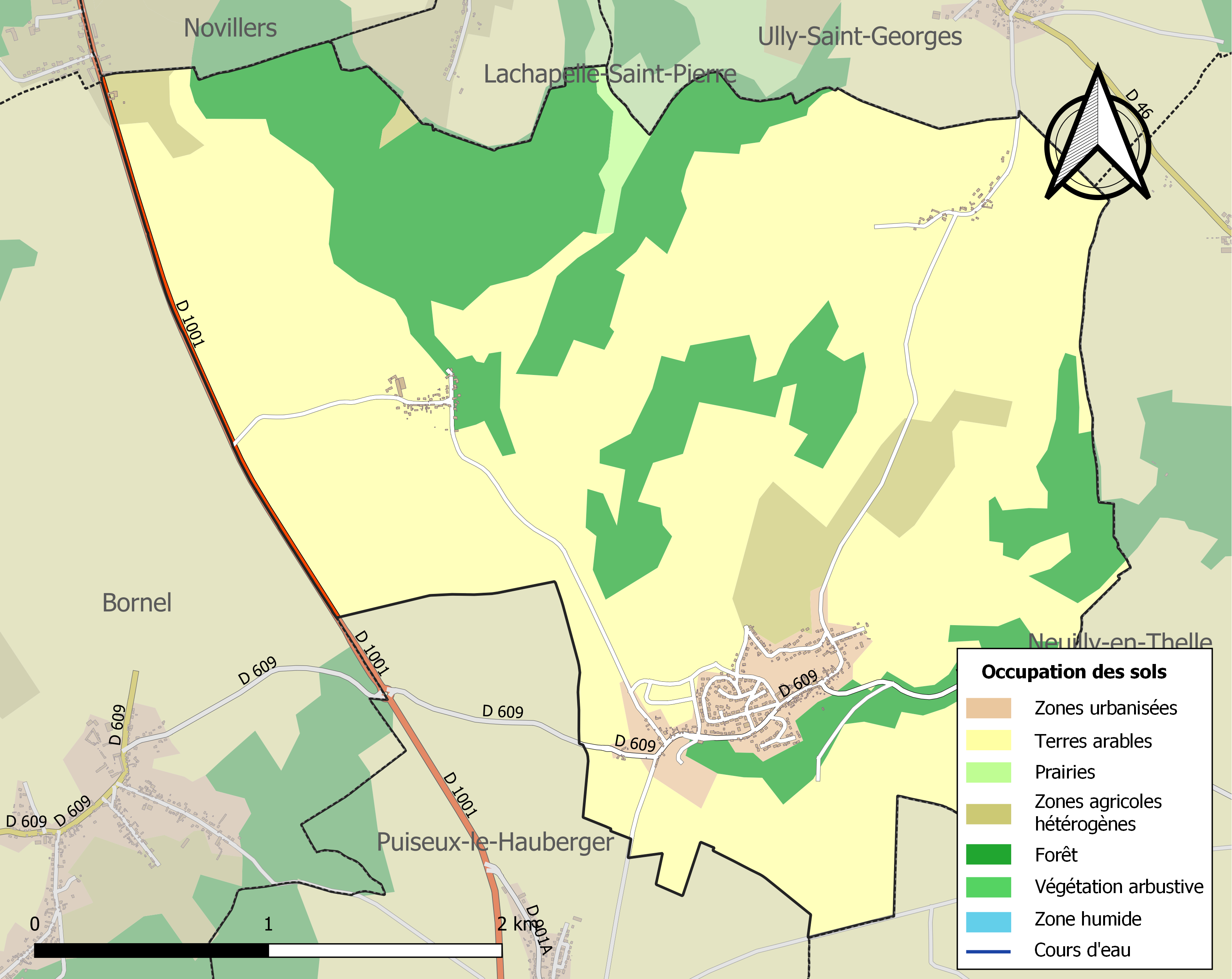
Kaart van de gemeente met belangrijkste infrastructuur, bodemgebruik en omliggende gemeenten

## Demografie
Onderstaande figuur toont het verloop van het inwonertal (bron: INSEE-tellingen).